# 2008 en architecture
| Années de l'architecture : 2005 - 2006 - 2007 - 2008 - 2009 - 2010 - 2011    |
| Décennies de l'architecture : 1970 - 1980 - 1990 - 2000 - 2010 - 2020 - 2030 |

Cet article présente les faits marquants de l'année 2008 en architecture.

## Réalisations
- 12 avril : inauguration du nouvel Opéra d'Oslo.

L'Opéra d'Oslo en septembre 2008.

## Récompenses
- Prix Pritzker : Jean Nouvel.
- Grand prix national de l'architecture : Anne Lacaton et Jean-Philippe Vassal.
- Prix de l'Équerre d'argent : Marc Barani.

## Décès
- 27 avril : Olivier-Clément Cacoub (° 14 avril 1920).
- 29 novembre : Jørn Utzon (° 9 avril 1918).